# Фокер C.VIII
Фокер C.VIII је извиђачки авион направљен у Холандији. Авион је први пут полетео 1928. године.

## Пројектовање и развој
Авион Фокер C.VIII је развијао Фокер током 1927. године као вишенаменски авион бомбардер-извиђач. У извиђачкој верзији, посаду су чинили пилот, радио-оператер / навигатор и посматрач, који је управљао камером која се налази у последњој кабини и двоструким МГ-митраљезом који се налази на обртном постољу. Још један МГ се налазио са доње стране трупа, за радио оператера. У планираној верзији бомбардера, посада је смањена на двоје, а камера је изостављена. Изграђен је прототип, опремљен течношћу хлађеним мотором Hispano-Suiza, и први пут је полетео 1928. године. Холандско ваздухопловство је преузело летелицу, и користили су је за фото снимање али нису били заинтересовани за већи број примерака, тако да није дошло до серијске производње.
Када је Краљевска холандска морнарица 1929. године, затражила даљински извиђачки хидроавион са пловцима (већег долета од Фокер C.VII-W), за полазну основу новог пројекта послужио је  Фокер C.VIII. Конструкција је свеукупно мало увећана, распон крила повећан за око четири метра, авион је остао тросед само је пилотско седиште постављено иза крила. Задржан је V-мотор, али је овога пута коришћен Rolls-Royce Kestrel VII мотор. Поред овог, коришћене су и друге варијанте мотора са ваздушним или воденим хлађеним погонима различитих произвођача снаге од 500 до 800 KS, укључујући и радијални мотор Gnôme-Rhône 14 Krsd. Овај авион је први пут полетео 15. новембра 1929. године, прототип авиона је добио ознаку C.VIII-W (W ознака за хидроавион). Након успешног тестирања, Морнарица је наручила укупно девет примерака, који су испоручени у периоду од 1930. па до јула 1934. године.

## Технички опис
Авион Фокер C.VIII је био једнокрилни висококрилни (парасол) авион мешовите конструкције. Развијене су две верзије овог авиона. То су конвенционални авион са фиксним стајним трапом са точковима и хидроавион са пловцима уместо точкова.
Труп је формиран од цевастог челичног оквира правоугаоног попречног пресека, са предње и горње стране обложен лимом, а остатак прекривен тканином. Резервоар са горивом капацитета 600 л смештена је у нивоу крила, односно између прве и друге кабине у копненој верзији или између мотора и пилотске кабине у верзији хидроавиона.
Погонска група овог авиона чине мотор и дрвена двокрака елиса фиксног корака. Избор мотора који су се уграђивали у овај авион је углавном био: течношћу хлађени линијски мотори V распореда цилиндара Hispano-Suiza 12Lb; Lorraine 12E Courlis; Rolls-Royce Kestrel VII и радијални ваздухом хлађени мотор Gnôme-Rhône 14 Krsd. Снаге мотора су се кретале у опсегу од 367 до 588 kW.
Крило је традиционалне Фокерове дрвене конструкције, правпугаоног облика са полукружним крајевима. Било је континуирано крило од шперплоче једноделно и имало је две рамењаче и ребра од шперплоче и смрче. Са сваке стране крило је било ослоњено паром косих челичних подупирача који су се ослањали на доњу ивицу трупа. Елерони су били дрвене конструкције обложене шперплочом.
Кормило правца и висине су формирани од цевасте челичне конструкције прекривене тканином. Хоризонтални стабилизатор је био ослоњен са V-подупирачем са сваке стране према трупу и могао се подешавати током лета, са вертикалним стабилизатором то је било могуће само на земљи. У варијанти хидроавиона кормило правца се простирало изнад и испод трупа авиона.
Стајни трап код C.VIII (копнена верзија авиона) се састојао од два главна точка која нису била повезана фиксном осовином Троугластим виљушкама точкови су били веезани за труп авиона а вертикални носач у коме се налазио уљно пнеуматски амотизер био је везан за челични подупирач крила. На репу авиона је био постављен клизни елемент (дрљача) као трећа ослона тачка авиона.
Хидроавион C.VIII-W је имао два једностепена (каскадна) дуралуминијумска пловка са равним врховима, који су били подељени у неколико водонепропусних преграда. Пловци нису били повезани међусобно хоризонталним везама тако да се испод трупа авиона могао закачити торпедо тежине до 700 kg.

## Верзије
- C.VIII - Конвенционални авион са мотором Hispano-Suiza 12Lb (1 ком.)
- C.VIII-W - Хидроавион са пловцима и мотором Lorraine 12E Courlis (9 ком.)

## Оперативно коришћење
Авион Фокер C.VIII је користило Холандско ратно ваздухопловство од 1928. до 1940. године за аерофото снимање и извиђање, служио је такође за обуку извиђача, навигатора и пилота бамбардера.
Авион Фокер C.VIII-W је први пут испоручен Холандској морнарици 20. јуна 1930. године. Служио је за даљинска извиђања. Овим авионом Холандска морнарица је имала преглед својих територијалних вода, дела Северног и Ваденског мора. Авион је позајмљен Фокеру за приказ на Париској аероизложби у децембру 1930. За ту прилику је регистрован PH-AFK између 18. новембра 1930. и 18. јануара 1931. године.
Овај тип авиона је такође коришћен за обуку навигатора и извиђача, за експерименте лансирања торпеда, а у јуну 1939. експериментално је уграђен и аутоматски пилот. Свих девет авиона је још увек било оперативно у време немачке инвазије на Холандију 10. маја 1940. Четири су изгубљена у непријатељствима, пет је побегло у Велику Британију пре капитулације Холандије. Преживели су повучени из службе крајем месеца и расходовани су 1941.

## Паралелни приказ техничких података за авионе C.VIII
| Величине       | подаци (C.VIII)                    | подаци (C.VIII-W са L*-мотором)    | подаци (C.VIII-W са R**-мотором)           |
| -------------- | ---------------------------------- | ---------------------------------- | ------------------------------------------ |
| посада         | 2–3                                | 3                                  | 3                                          |
| размах крила   | 14,03 m                            | 18,10 m                            | 18,10 m                                    |
| дужина         | 11,15 m                            | 11,50 m                            | 11,50 m                                    |
| висина         | 3,45 m                             | 3,80 m                             | 3,80 m                                     |
| површина крила | 32,20 m²                           | 44,00 m²                           | 44,00 m²                                   |
| маса празног   | 1.600 kg                           | 2100 kg                            | 2100 kg                                    |
| маса пуног     | 2400 kg                            | 3000 kg                            | 3000 kg                                    |
| погон          | течношћу хлађен 12-то цил. V-мотор | течношћу хлађен 12-то цил. V-мотор | ваздухом хлађен 14-то цил. радијални мотор |
| тип            | Hispano-Suiza 12 Lb                | Rolls-Royce Kestrel VII            | Gnôme-Rhône 14 Krsd                        |
| снага          | 441 kW (600KS)                     | 507 kW (690KS)                     | 599 kW (815KS)                             |
| кол. горива    | 600 l                              | 600 l                              | 600 l                                      |
| макс. брзина   | 228 km/h                           | 245 km/h                           | 260 km/h                                   |
| путна брзина   | 192 km/h                           | 200 km/h                           | 220 km/h                                   |
| брзина пењања  |                                    | 294 m/min                          | 370 m/min                                  |
| плафон         | 5800 m                             | 6000 m                             | 7400 m                                     |
| долет          | 700 km                             | 800 km                             | 750 km                                     |

```
 *  линијски мотор
 ** радијални мотор
```

## Земље које су користиле авион
- Холандија